# 吳陳鐶
吳陳鐶（1954年-），臺灣法律工作者，曾任檢察官、臺灣士林地方法院檢察署檢察長、最高法院檢察署檢察官、法務部常務次長、政務次長、最高法院檢察署主任檢察官、司法院大法官。其曾在首訪時向媒體表示其法學見解立場為保守派。

## 經歷
吳陳鐶畢業於國立中興大學法律學系，步入職場後先後於各地檢察單位、最高法院檢察署以及法務部任職，相關資歷完整。2015年4月獲得時任總統馬英九提名為司法院大法官，並於同年6月於立法院通過人事案，10月正式就任，2023年9月卸任。

## 知名釋憲案
吳陳鐶大法官曾表示大法官亦會有自身的政治認同和見解，重視也維護人倫關係的傳統價值，因此是歷任司法院大法官中色彩較為鮮明的保守派。

### 2017年臺灣同性婚姻釋憲案（釋字748號）
吳陳鐶大法官在釋字第748號解釋中提出不同意見，吳大法官於「不同意見書」中表示，《中華民國憲法》保障婚姻自由限於一夫一妻，婚姻乃以終生共同生活為目的的一男一女適法結合關係，為社會形成與發展基礎，乃一種受《憲法》制度性保障的制度（Institution），具有深植人心的社會及文化意涵，可能因不同社會而有巨大差異，反映一個國家社會及文化價值觀。變更與否，涉及整個社會及文化價值觀變動，並非一味地仿效他國作法即可，認為同性婚姻合法化應由代表全國民意之中央立法機關，經由立法程序的間接民主程序；或由全國民眾透過公民投票，創制立法原則的直接民主程序決定。
|                                         | 多數意見反客為主、倒果為因，認婚姻自由不限於一夫一妻之婚姻制度，均受《憲法》之保障，邏輯謬誤。 |
| ——釋字第748號解釋吳陳鐶大法官不同意見書 |                                                                                                |

### 2020年通姦罪及撤回告訴之效力案（釋字791號）
吳陳鐶大法官於釋字791號解釋中提出「不同意見書」，認為刑法第239條通姦罪是否已不合當前社會風俗、倫理觀、價值觀應予修正或廢止，應由代表全國民意的立法院經由立法程序等民主程序決定，不應由大法官來越俎代庖。
|                                         | 一夫一妻婚姻制度、家庭完整之家庭制度、婚生子女之正常成長及國家社會安定與發展，屬極重要的公共利益，一個文明、法治的社會，難道要容許一夫多妻、一妻多夫甚至多夫多妻之婚姻制度？ |
| ——釋字第791號解釋吳陳鐶大法官不同意見書 | |

## 軼聞
2021年，臺灣臺北地方法院法官吳佳樺審理一位王姓男子的外遇事件，王男妻子主張王男外遇對象楊女侵犯配偶權，吳佳樺法官認為釋字791號已認為刑法通姦罪、相姦罪違反中華民國憲法第23條比例原則，自解釋公布日後已失其效力，因此難認通姦或相姦行為有何侵權行為之不法性，遂駁回王男妻子針對「配偶權」的求償訴訟，而本案法官吳佳樺正好是吳陳鐶大法官之女兒，足見即使父女仍有相異之見解。

## 相關著作
- Recognition and Enforcement of Foreign Arbitral Awards in the Republic of China，臺北：中華民國仲裁協會，2005年。
- 代理商之理論與實際，臺北：五南圖書出版公司，1989年12月。